# Cyathea heterochlamydea
Cyathea heterochlamydea är en ormbunkeart som beskrevs av Edwin Bingham Copeland. Cyathea heterochlamydea ingår i släktet Cyathea och familjen Cyatheaceae. Inga underarter finns listade.